# Peter Loos (Regisseur)
Peter Loos-Wolf (* 1912 in Berlin; † 4. Dezember 2005) war österreichischer Journalist und Regisseur.

## Leben
Peter Loos war Schriftsteller, Kritiker und Regisseur. Er besuchte in Wien die Schule und lebte später in Paris. Er war ein führendes Mitglied der österreichischen Widerstandsbewegung in Frankreich. Nach dem Zweiten Weltkrieg kehrte er nach Wien zurück. Von 1968 bis 1985 inszenierte er zahlreiche Stücke im Theater in der Josefstadt und in den  Wiener Kammerspielen.

## Auszeichnungen
- Ehrenzeichen für Verdienste um die Befreiung Österreichs[1]
- Berufstitel Professor[2]

## Publikationen
- Karl Kraus – ein halbes Jahrhundert danach. Das Jüdische Echo 43 (1994), Das Jüdische Echo 55 (2006) S. 255–260.
- Judentum, Menschentum. Wege und Umwege zur Identität der Juden am Beispiel Arthur Schnitzlers. S. 79–86. In: Evelyn Adunka, Peter Roessler (Hrsg.): Die Rezeption des Exils. Geschichte und Perspektiven der österreichischen Exilforschung. Kongress Wien 2001, Mandelbaum, Wien 2003, ISBN 3-85476-058-2.

## Film (Auswahl)
- 1959: Herrn Josefs letzte Liebe (Drehbuch)